# Sleuth (2007)
Sleuth is een Amerikaanse thriller uit 2007 onder regie van Kenneth Branagh. De productie is evenals de gelijknamige verfilming uit 1972 gebaseerd op een toneelstuk van Anthony Shaffer. Acteur Michael Caine speelt evenals in de eerdere versie een van de twee hoofdrollen, alleen in 2007 van het andere hoofdpersonage.

## Verhaal
De jonge acteur Milo Tindle (Jude Law) heeft een afspraak met Andrew Wyke (Michael Caine) in diens kapitale villa. Tindle heeft een relatie met Maggie, de echtgenote van de misdaadauteur op leeftijd. Hij is gekomen om hem over te halen de scheidingspapieren te tekenen. Wyke blijkt vanaf de eerste seconde erop uit te zijn een spelletje met de minnaar van zijn vrouw te spelen en schiet uiteindelijk met zijn geweer op hem.
Wanneer drie dagen later een rechercheur van Scotland Yard zich meldt, blijkt die zo goed op de hoogte van de feiten, dat de verdwijning van Tindle hem alleen maar kan leiden naar het huis van Wyke. Deze bezweert naar waarheid dat hij met een losse flodder schoot en Tindle ongedeerd het huis heeft laten verlaten. Meer dan doodsangst en een huilbui heeft de misdaadschrijver hem niet aangedaan. De rechercheur gaat hier niet mee akkoord en legt Wyke het vuur aan de schenen. Net wanneer die een zenuwinzinking nabij is, onthult de rechercheur dat hij niet is wie hij zei dat hij was. Zich van zijn vermomming ontdoet, staat tot verbazing van Wyke Tindle voor zijn neus.
Geïntrigeerd door elkaars streken, ontspint zich een verdere intellectuele strijd tussen de twee, waarbij het duo de grenzen aftast tussen belofte en manipulatie.

## Rolverdeling
- Michael Caine als Andrew Wyke
- Jude Law als Milo Tindle

## Trivia
- Acteur Caine speelde in de eerdere versie uit 1972 de rol van Tindle, waar Wyke gespeeld werd door Laurence Olivier.
- Acteur Law speelt in Sleuth voor de tweede keer een personage dat eerder gespeeld werd door Caine. Zowel Law (in Alfie) als Caine (in de gelijknamige film uit 1966) speelden Alfie Elkins.